# Một tấn kịch (phim)
Một tấn kịch (tiếng Nga: Драма) là một bộ phim ngắn, có phần khôi hài của đạo diễn German Livanov, ra mắt lần đầu năm 1960.
Truyện phim dựa theo truyện ngắn cùng tên của nhà văn Anton Chekhov.

## Diễn viên
- Faina Ranevskaya... Murashkina
- Boris Tenin... Pavel